# 砂時計 (日本漫畫)
《砂時計》（日语：砂時計）是日本漫畫家蘆原妃名子創作的日本漫畫作品。於《Betsucomi》2003年5月號至2006年7月號期間進行連載。單行本全10冊。2005年第50回小學館漫畫賞少女向部門獲獎。
2007年由TBS電視台製作成全60集的電視劇，2008年4月26日由夏帆和松下奈緒主演的真人版電影上映。

## 故事簡介
杏，在12歲的冬天因父母離婚來到了母親美和子的家鄉·島根生活。在東京長大的杏，不能適應毫無隱私的鄉下的獨特的氣氛。不過，與住在附近的男孩北村大悟相識後，慢慢適應鄉下的生活。杏和大悟一起到「月島家」打工，遇見月島藤和藤的妹妹椎香。4人不知不覺開始一起行動。
身心備感疲勞的杏的母親美和子自殺了。悲傷的杏在葬禮上，將母親在仁摩沙博物館買下的砂時計，扔向了母親的遺像。看到那樣的杏，大悟去了仁摩沙博物館買了另一個砂時計,並送給了杏，并和杏約定會一直在杏的身邊。不久，杏和大悟相戀了，2人開始交往。
可是，因為杏的父親的出現，杏在高中時回到東京，高中3年2人開始了遠距離戀愛。開始時順利的2人，因為東京和島根的距離·來到東京的藤對杏的感情·椎香對大悟的感情·杏的內心深處母親的影子…，2人之間慢慢地變得彆扭。並且，因某事件為契機，杏決心與大悟分手。
在從少女向大人成長中，杏經歷了各種各樣的反復戀愛和離別。可是，杏的心中經常存在母親的身影和一直支持自己的大悟的身影。杏一個人，慢慢尋求幸福。

## 登場人物

### 主要人物
植草（水瀨） 杏
主人公。植草是母親的姓、水瀨是父親的姓。12歲的冬天，由於父親的事業失敗、父母的離婚，來到母親的故鄉的島根，遇到大悟·藤·椎香。15歲時與父親返回東京生活。年幼的時候是明亮的性格，母親·美和子的自殺對她的精神造成很大的重傷。隨著年齡增長，變得纖細敏感。初戀是大悟，分手之後，杏也一直希望他幸福。曾與在傑出商社工作的男人佐倉定婚，后來解除婚約。由於這個事件破壞精神的平衡而自殺未遂，被大悟救助生還。最後與大悟結婚。
北村 大悟
杏初到鄉下不習慣，一個人哭的時候偶然相遇了，是杏在島根的第1個朋友也是杏的初戀。有男子氣概，溫柔正直笨拙的性格，杏的母親自殺之後成為了杏一直活下去的支持。
不擅長學習，不過小學時仰慕當時自己班上的老師，而以當教師為目標。與杏分手後曾與楢崎交往過一段時間，那時拼命學習進入本地的國立大學，畢業后變成小學的老師。最後與杏結婚。
月島 藤
村里地主「月島家」的名門子弟。成績優秀。因為聽到傭人們之間談論自己是母親不倫之戀所生的不義之子，本人年幼時也目擊母親的發生不倫關係的現場，一直相信著這個誤會，實際不義之子是椎香。曾因這個問題離家出走失蹤過，留級一年。從12歲遇見杏的時候開始就喜歡杏，作為情敵和大悟的關係變壞。杏與大悟分手後曾與杏交往過一段時期，不過，交往不順利分手。之後與表姐茉莉子開始交往，說服父母的反對最終結婚。
月島 椎香
村里地主「月島家」的千金。是母親發生不倫關係產下的不義之子，藤同母異父的妹妹。溫和老實的性格再加上長相漂亮，受到男生歡迎。除杏以外幾乎沒有女性朋友。15歲的時候知道自己是不義之子的秘密，受到很大精神壓力，對那個時候幫助了自己的大悟產生愛慕之情。17歲時，出生的秘密·對大悟的失戀·名門「月島家」等重壓而離家到加拿大留學，一點點找到自己。以後學習經營學，在美國叔父的公司工作。

### 杏的家人
植草 美和子
杏的母親。與丈夫離婚後帶女兒的杏返回了島根的父母家。溫柔纖細天真的性格。對別人的心情敏感，討厭不管什麼傳言，一轉眼就傳遍的毫無隱私的鄉下。為此，身心疲憊而自殺。與大悟的母親·廣子是高中同班同學。20歲時，遇見到島根旅行的杏的父親而結婚。
水瀨 正弘
杏的父親。平時毫無依靠感，不過，重要的時候是比美和子堅強的人。因事業失敗而欠債，與美和子離婚。杏15歲的時候與杏再次在東京開始二人生活。之後，與高中同班同學楓再婚，生一個女兒。
植草 美佐代
杏的外婆，美和子的母親。美和子死後撫養支持著杏。剛強，堅定的女性。
黒木（水瀨） 楓
杏的父親的再婚對象。杏的父親高中時的同班同學，從高中1年級的時候開始就單戀著杏的父親。職業是醫生。
水瀨 千衣
杏的父親和楓的孩子、杏同父異母的妹妹。

### 其他
朝田リカ
杏最好的朋友。綽號是朝。是杏的小學時的朋友，在高中再次相見了。
楢崎 步
杏初中時的同班同學。初中時與大悟進入同一個柔道部，對大悟抱著愛慕之心而嫉妒杏。高中時與大悟再次相遇後，開始交往，20歲時分手。
大木 武志
大悟的朋友。
佐倉 圭一郎
在傑出商社工作的男人。與杏在結婚咫尺之時取消婚約。非常討厭撒嬌的人和軟弱的人，馬上就哭的女人。
最上 茉莉子
藤與椎香的表姐、比藤年長2歳、與藤交往最後結婚。
月島 志津代
藤和椎香的母親，月島家的後妻。
高杉 恭一
椎香的親生父親。性格好像不太好，從沒考慮過椎香的事。
北村 廣子
大悟的母親。杏的母親高中時的朋友。對別人寬容的性格，不過，對大悟嚴厲。

## 出版書籍
單行本
| 卷數 | 小學館         | 小學館             | 長鴻出版社     | 長鴻出版社           |
| 卷數 | 發售日期       | ISBN               | 發售日期       | EAN                  |
| ---- | -------------- | ------------------ | -------------- | -------------------- |
| 1    | 2003年8月23日  | ISBN 4-09-138401-3 | 2004年1月8日   | EAN 471-0765-18187-1 |
| 2    | 2003年12月19日 | ISBN 4-09-138402-1 | 2004年7月17日  | EAN 471-0765-18580-0 |
| 3    | 2004年4月26日  | ISBN 4-09-138403-X | 2005年4月28日  | EAN 471-0765-19435-2 |
| 4    | 2004年8月26日  | ISBN 4-09-138404-8 | 2005年8月20日  | EAN 471-0765-19733-9 |
| 5    | 2004年12月20日 | ISBN 4-09-138405-6 | 2006年1月17日  | EAN 471-0765-20152-4 |
| 6    | 2005年4月25日  | ISBN 4-09-138406-4 | 2006年5月23日  | EAN 471-0765-20495-2 |
| 7    | 2005年8月26日  | ISBN 4-09-138407-2 | 2006年9月18日  | EAN 471-0765-20763-2 |
| 8    | 2005年12月20日 | ISBN 4-09-138408-0 | 2007年1月15日  | EAN 471-0765-20951-3 |
| 9    | 2006年4月26日  | ISBN 4-09-130416-8 | 2007年2月27日  | EAN 471-0765-21151-6 |
| 10   | 2006年8月25日  | ISBN 4-09-130560-1 | 2007年11月30日 | EAN 471-0765-21898-0 |

文庫版
| 卷數 | 小學館        | 小學館                 |
| 卷數 | 發售日期      | ISBN                   |
| ---- | ------------- | ---------------------- |
| 1    | 2011年3月15日 | ISBN 978-4-09-191199-5 |
| 2    | 2011年3月15日 | ISBN 978-4-09-191200-8 |
| 3    | 2011年4月15日 | ISBN 978-4-09-191238-1 |
| 4    | 2011年4月15日 | ISBN 978-4-09-191239-8 |
| 5    | 2011年5月14日 | ISBN 978-4-09-191240-4 |

### 其他書籍
導讀手冊
- 砂時計fan book―Four seasons' memories

2006年6月26日發售、ISBN 4-09-130509-1
小說
- 小説 砂時計（小学館文庫）

2008年3月6日發售、ISBN 978-4-09-408253-1
插畫集
- 砂時計―芦原妃名子イラスト集

2008年3月31日發售、ISBN 978-4-09-199898-9

## 廣播劇CD
2005年5月25日由Fifth Avenue發售。內容是取自原作的〈12歳冬・祈り〉與〈15歳秋・誰そ彼〉2篇故事所構成。

### 角色
- 植草杏：神田朱未
- 北村大悟： 鳥海浩輔
- 月島藤：千葉進歩
- 月島椎香：小林沙苗
- 植草美和子：折笠愛
- 水瀬正弘：平田広明
- 黒木楓：園田恵子
- 杏的祖母：尾小平志津香

## 電視劇
於2007年3月12日到6月1日期間播出，TBS系《愛の劇場》，全60集。

### 演員
- 水瀨（植草）杏：美山加恋（幼年）→小林涼子（中高校生時代）→佐藤めぐみ
- 北村大悟：泉澤祐希（幼年）→佐野和真（中高校生時代）→竹財輝之助
- 月島藤：佐藤要人（幼年）→川口翔平（子供時代）→青柳壘斗（中高校生時代）→澀江讓二
- 月島椎香：山内菜菜（幼年）→垣内彩未（中高校生時代）→木内晶子
- 朝田リカ（朝ちゃん）：松山まみ
- 楢崎步：悠城早矢（中高校生時代）
- 進藤あかね（大悟の婚約者（電視劇原創））：小野真弓
- 水瀨正弘：羽場裕一
- 植草美和子：伊藤裕子
- 植草美佐代：大森暁美
- 黒木（水瀨）楓：渡邊典子
- 水瀨千衣：松本春姫（幼年）→滝澤史（小学生時代）
- 月島志津代：栗田よう子
- 月島圭吾（月島家当主）：乃木涼介
- 高杉恭一：曾根悠多
- 北村廣子（大悟の母）：大島蓉子
- 北村賢治（大悟の父）：武野功雄

### 製作人員
- 企画：三島圭太（TBS）
- 總製作人：貴島誠一郎
- 製作人：加藤章一
- 編劇：武田有起
- 導演：松田礼人、高野英治、塚原亞由子
- 音楽：遠藤浩二
- 主題歌：柴咲幸 

### 播放日程
| 回数   | 第1週～第4週 | 回数   | 第5週～第8週 | 回数   | 第9週～第12週 |
| ------ | ------------ | ------ | ------------ | ------ | ------------- |
| 第1回  |              | 第21回 |              | 第41回 |               |
| 第2回  |              | 第22回 |              | 第42回 |               |
| 第3回  |              | 第23回 |              | 第43回 |               |
| 第4回  |              | 第24回 |              | 第44回 |               |
| 第5回  |              | 第25回 |              | 第45回 |               |
| 第6回  |              | 第26回 |              | 第46回 |               |
| 第7回  |              | 第27回 |              | 第47回 |               |
| 第8回  |              | 第28回 |              | 第48回 |               |
| 第9回  |              | 第29回 |              | 第49回 |               |
| 第10回 |              | 第30回 |              | 第50回 |               |
| 第11回 |              | 第31回 |              | 第51回 |               |
| 第12回 |              | 第32回 |              | 第52回 |               |
| 第13回 |              | 第33回 |              | 第53回 |               |
| 第14回 |              | 第34回 |              | 第54回 |               |
| 第15回 |              | 第35回 |              | 第55回 |               |
| 第16回 |              | 第36回 |              | 第56回 |               |
| 第17回 |              | 第37回 |              | 第57回 |               |
| 第18回 |              | 第38回 |              | 第58回 |               |
| 第19回 |              | 第39回 |              | 第59回 |               |
| 第20回 |              | 第40回 |              | 最終回 |               |

## 真人電影
同名漫画改編電影於2008年4月26日在日本上映。由夏帆、松下奈緒主演。该片讲述了女主人公水濑杏（小杏）和男主人公北村大悟（大悟）之间从14岁到26岁的爱情故事。

### 演員
- 水瀨杏：夏帆（中高校生時代）→松下奈緒
- 北村大悟：池松壯亮（中高校生時代）→井坂俊哉
- 月島藤：塚田健太（中高校生時代）
- 月島椎香：岡本杏理（中高校生時代）→伴杏里
- 植草美和子：戶田菜穗
- 水瀨正弘：風間徹
- 植草美佐代：藤村志保
- 佐倉圭一郎：高杉瑞穗
- 大悟的父亲：赤堀雅秋
- 大悟的母亲：立石凉子

### 製作人員
- 導演、編劇：佐藤信介
- 音楽：上田禎
- 主題歌：生物股長《想回去了啊》
- 製作：加藤嘉一、亀井修
- 撮影監督：河津太郎
- 美術：斎藤岩男
- 録音：北村峰晴
- 編集：今井剛
- 顧問：小里幸子
- 記錄員：田口良子
- 装飾：大庭信正
- VFX：古賀信明
- 助導演：神徳幸治
- 制作担当：宿崎恵造
- 音楽製片人：安井輝
- 特別協力：島根縣、大田市、江津市、浜田市、美郷町、斐川町、邑南町
- 製作：3電影「砂時計」製作委員會（TBS、小學館、東寶、MBS、DREAMAX TELEVISION、IMJ Entertainment、電通、CBC）

### 幕后
飾演小杏少女時期的夏帆当时仍是高中二年级的学生，她一边拍片一邊唸書，同時兼顧事業及學業。

## 外部連結
- （日語）
- （日語）Betsucomi （页面存档备份，存于）
- （日語）愛の劇場「砂時計」 （页面存档备份，存于）
- （日語）愛の劇場「砂時計」介紹 （页面存档备份，存于）
- （日語）電影官方網站
- （日語）電影官方部落格 （页面存档备份，存于）
- （日語）電影pia特集